# Rhotaloides andromeda
Rhotaloides andromeda är en insektsart som beskrevs av Ronald Gordon Fennah 1965. Rhotaloides andromeda ingår i släktet Rhotaloides och familjen vedstritar.
Artens utbredningsområde är Singapore. Inga underarter finns listade i Catalogue of Life.